# Бе-1
Бе-1 («Гидролёт») — советский экспериментальный гидросамолёт для исследования экранного эффекта.
Создан в таганрогском ОКБ Бериева группой конструкторов. Изготавливался преимущественно из дерева. Первый полёт совершил в 1964 году. Испытания проводились в Таганрогском заливе. Под управлением летчика-испытателя Ю. М. Куприянова Бе-1 показал свою максимальную скорость — 160 км/ч. Всего на аппарате было совершено 16 выходов в море.

## ТТХ
| Размах крыла, м             | 6                                     |
| Длина, м                    | 10,37                                 |
| Тип двигателя               | 1 ТРД Walter М701С-250 (Чехословакия) |
| Тяга, кН                    | 1 × 8,7                               |
| Максимальная скорость, км/ч | 160                                   |
| Экипаж, чел                 | 1                                     |